# 霍口畲族乡
霍口畲族乡是中华人民共和国福建省福州市罗源县下辖的一个民族乡，是福州市仅有的两个民族乡之一，为畲族聚居区。霍口畲族乡为福州市区、闽侯县、古田县与罗源县交界处。

## 行政区划
霍口畲族乡下辖以下村级行政区划单位：
霍口村、溪前村、福湖村、山垄湾村、冈尾村、东园亭村、岐峰村、王庭洋村、大王里村、后宦村、船头村、黄鹤村、香岭村、琅坑村、长柄丘村、西峰村、仙洋村、川边村、佳湖村、东宅村、南乾村、塘下村、徐坪村和石坪洋村。

## 语言
霍口畲族乡主要通行罗源话（属闽东语福州话的一支），但琅坑村、长丰村、香岭村、黄鹤村、罗溪村等受古田话（亦属于闽东语福州话）影响较明显。